# Csillag Endre
Csillag Endre (Budapest, 1957. október 12. –) magyar zenész. Játszott többek közt az Edda Művekben és a Bikini együttesben.

## Életpályája
Apja a Gyár és Gépszerelő Vállalatnál dolgozott szerelésvezetőként, munkájából kifolyólag Szegedre költöztek. Tehetségesen rajzolt, eredetileg képzőművésznek készült. A nagybátyjától kapott egy gitárt, amelynek hatására eldöntötte, hogy semmi más nem fogja érdekelni, csak a gitározás. Budapestre való visszaköltözésük után szakmunkásképzőben tanult, de a mestervizsgát szerszámkészítésből sosem tette le. Hogy meglegyen a konzervatóriumhoz feltétlenül szükséges érettségije, az István Gimnáziumba járt esti tagozatra, ezt követően a Bartók Béla Konzervatórium dzsessz-tanszakán diplomázott mint dzsesszgitár-előadóművész.
Eleinte dzsessz-zenét játszott, majd a rockzene hatására a keményebb műfajok felé mozdult el. 1979-ben megalapította a Dózis zenekart, ami alatt elvitték katonának. A seregből három és fél hónap után kitették, kezelhetetlenség miatt. A Dózisban látta meg Hobo, aki 1982-ben elhívta a Hobo Blues Band-be zenélni. Mindössze három hónapig volt tag, mert zenei nézeteltérései támadtak a többiekkel, főként Póka Egonnal. Ezután a Kormorán együttes tagja lett, illetve egy rövid ideig az Edda Művek turnéján volt vendéggitáros (Barta Alfonz hiánya miatt kétgitáros felállással kísérleteztek).
Pataky Attila innen emlékezett rá, amikor meghívta 1984-ben, hogy alakítsák újra az időközben feloszlott zenekart. Norvégiában játszottak vendéglátóhelyeken és közben írták az új dalokat. Ezekben Csillag csak kis részben vett részt, ugyanis úgy döntött, hogy inkább egyedül próbál szerencsét Nyugat-Európában, ami nem jött össze, ezért 1985-ben visszavették az Eddába.
1988 februárjában távozott Magyarországról, osztrák feleségéhez költözött. A Krokus zenekar is megkereste, de a bürokratikus akadályok miatt nem vállalhatta a felkérést. Ez idő alatt tanított is Vorarlbergben, tanítványai között később sok rockzenész lett. Ausztriából haza-haza látogatott, ott volt például a Bikini jubileumi koncertjén, illetve dolgozott D. Nagy Lajos szólólemezén. 2000-ben végleg hazatért.
Előbb a Tunyogi Rock Bandben, majd 2004-től 2006-ig a Bikiniben gitározott. Ekkor a Bikini együttes és Csillag Endre gitáros útjai – közös megegyezéssel – elváltak egymástól.
2012-ben megalakította a Zártosztály zenekart, ahol korábbi Edda Művek-beli társaival (Mirkovics Gábor, Donászy Tibor, Hirleman Bertalan) eleinte a 80-as évek második felének  Edda-dalait játszotta, alkalmanként a bakancsos felállás tagjaival (Barta Alfonz, Zselencz László, Fortuna László, Csapó György)  és dalaival kiegészülve. A legutóbbi időkben a zenekar saját szerzeményekkel is jelentkezik.
2015-ben kiadta első szólólemezét Csillagok és gyémántok címmel, amelyen jelenlegi és korábbi zenészkollégái, barátai működtek közre (D. Nagy Lajos, Hirleman Bertalan, Gömöry Zsolt, Pataky Attila, Sipos Péter, Németh Alajos, Kollár Tamás, Deák Bill Gyula).

### Magánélete
Első feleségét, Petrát még a nyolcvanas években ismerte meg, tőle 1994-ben vált el. Második feleségétől született egy fia és egy lánya.

## Diszkográfiája

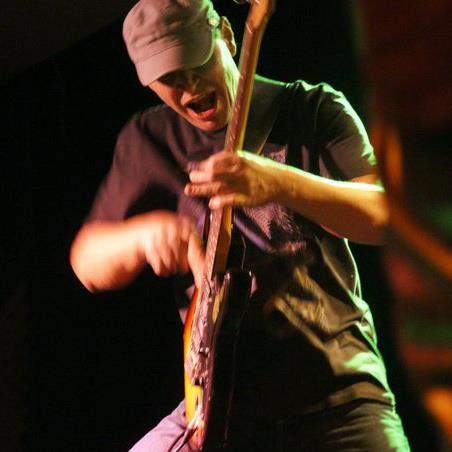
Koncert közben

| Év   | Zenekar                       | Album                   | Megjegyzés            |
| ---- | ----------------------------- | ----------------------- | --------------------- |
| 1984 | Kormorán                      | Folk and Roll           |                       |
| 1986 | Attila Pataky & Lajos D. Nagy | Veled vagyok            | single                |
| 1986 | Edda Művek                    | Edda 6.                 |                       |
| 1987 | Edda Művek                    | Fohász                  | single – from Edda 7. |
| 1992 | Suti’s Blues Family           | Blues News              | Austria               |
| 1993 | Bikini                        | Búcsúkoncert            |                       |
| 1995 | Jeff Wholgenannt              | Nighthawk feeling       | Austria               |
| 1995 | D. Nagy és a Frakció          | Budapest felett…        |                       |
| 1996 | Endre Csillag                 | Wherever You Go         | Austria               |
| 1996 | Shooting Star                 | The Sound of Leonding   | Austria               |
| 1996 | Kalapács                      | Rockkalapács            |                       |
| 1997 | The Power of Soul             | Tribute to Jimi Hendtix | Austria               |
| 1997 | Tátrai–Mohai–Alapi–Csillag    | G-pont                  |                       |
| 2000 | Illés Lajos                   | Betlehem csillaga       |                       |
| 2003 | Németh Gábor Project          | Könnyű Lépések          |                       |
| 2004 | Németh Gábor Project          | Live                    | DVD                   |
| 2004 | Bikini                        | Valahol valamikor       | DVD                   |
| 2005 | Sláger Rádió                  | Megaparty               | with Bikini – CD/DVD  |
| 2007 | Hard                          | 100% HARD               | CD/DVD                |
| 2008 | Deák Bill Gyula               | 60th birthday           | DVD                   |
| 2008 | Deák Bill Gyula               | Hatvan csapás           |                       |
| 2009 | Deák Bill Gyula               | A király meséi          |                       |
| 2009 | Kormorán                      | Tüzek előtt tüzek után  |                       |
| 2015 | Csillag Endre                 | Csillagok és gyémántok  | CD                    |
| 2018 | Zártosztály                   | Őrült Érzés             | 2 CD + DVD            |
| 2019 | Zártosztály                   | Szétszakítva            | EP                    |
| 2023 | Zártosztály                   | Hazatérek               | CD                    |
| 2024 | Nagy Feró és Csillag Endre    | A Beatrice legendája    | CD                    |